# Tintura (tèxtil)

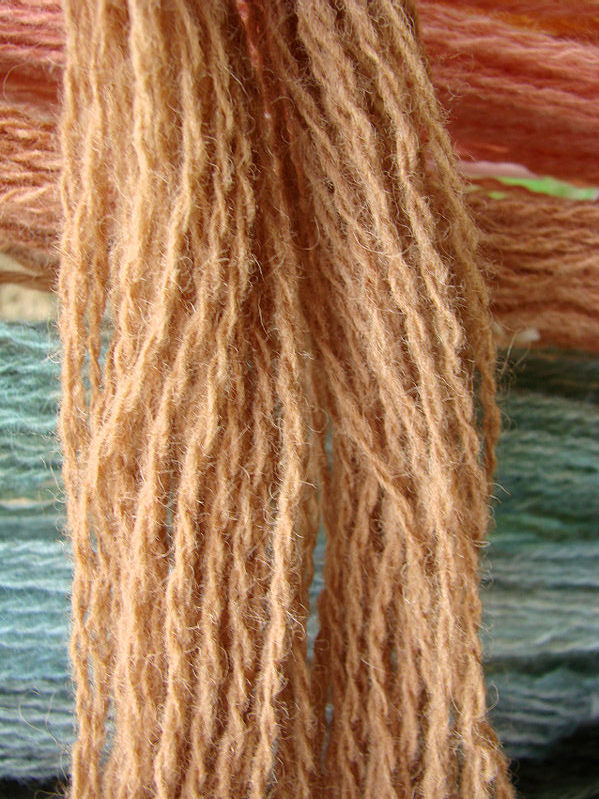
Madeixes de llana tenyides de diferents colors (festival medieval de Sedan (Ardenes), maig del 2007).

La tintura és l'operació per acolorir una matèria tèxtil. La tintura es diferencia d'altres tipus d'acoloriment, com ara l'estampació o el pintat, pel fet que el que es persegueix és deixar tot el conjunt de matèria tèxtil sotmesa a l'operació del mateix color; mentre que l'estampat i el pintat només afecten la superfície del teixit i solen perseguir la consecució de dibuixos. La tintura es pot efectuar en tots els estadis de transformació de la primera matèria. L'estampat només en teixit. És evident que el color i, per tant, la tintoreria, està relacionat des de sempre amb els teixits.

## Història

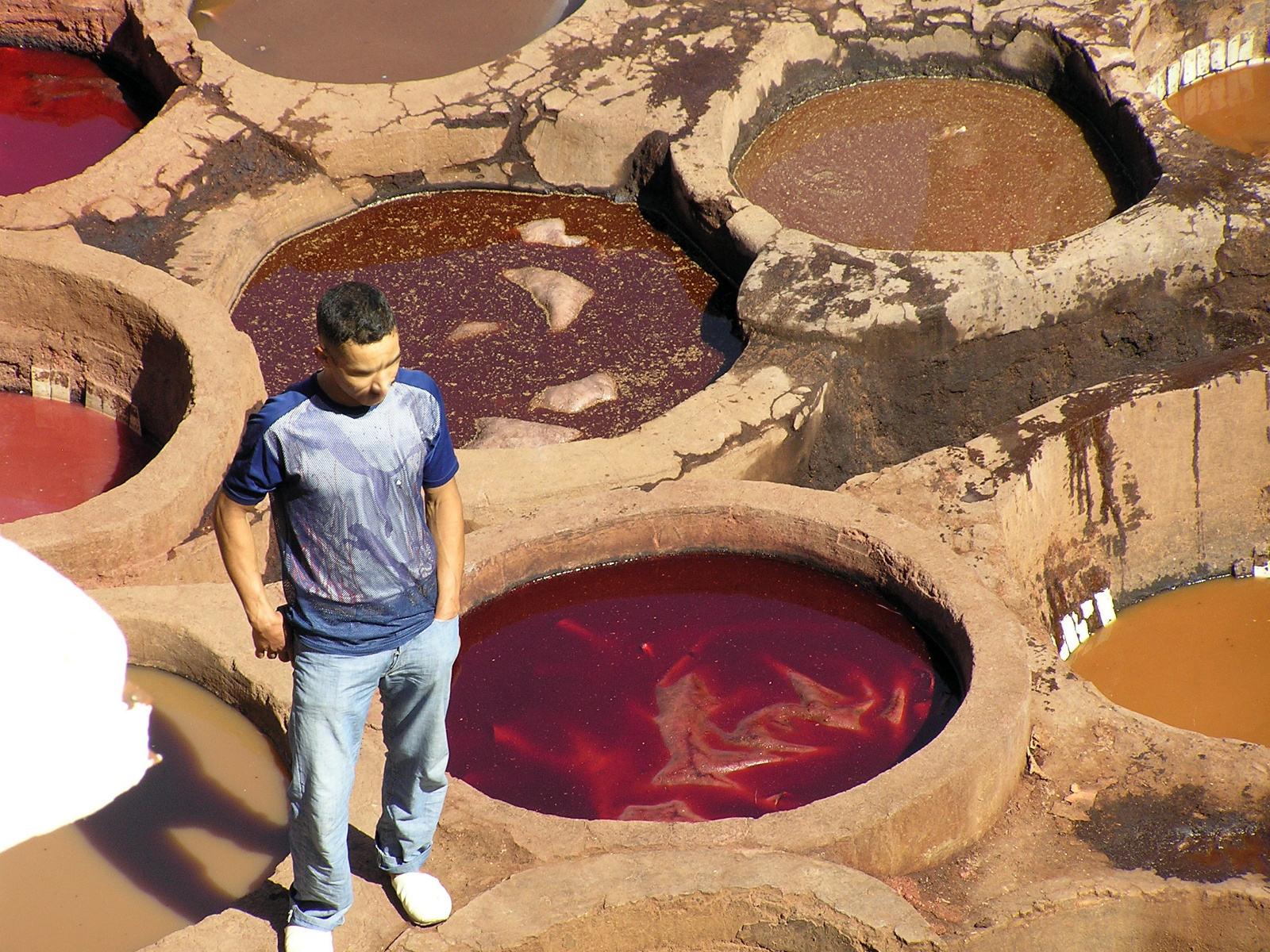
Cubetes per a tenyir a la ciutat marroquina de Fes.

L'art de la tintura és, com a mínim, tan antic com el de teixir, o més. Abans d'existir la indumentària, els humans s'untaven el cos i els cabells amb pigments de diversa procedència per marcar la seua posició i, fins i tot, el seu estat d'ànim, i no deu ésser desencertat pensar que, possiblement procuraven que les pells amb què es vestien fossin de diferents colors per distingir-se. La tintura és present a totes les civilitzacions de l'antiguitat: hi ha documents egipcis que parlen de la tintura de la llana. Algunes cultures feien servir el color com a símbol de pertinença a un determinat grup social. Per exemple, a la Xina del 2200 aC, el groc era el color dels emperadors i de les emperadrius; el porpra, el de les concubines de l'emperador; el blau, el dels cavallers de primer rang; el vermell, el dels de segon rang, i el negre el dels cavallers de categories inferiors. A Roma el porpra era el color de les classes dominants. Cal parlar de dues històries paral·leles: d'una banda la dels colorants i, de l'altra, la dels mateixos processos i la tecnologia de la tintura.
La història dels colorants es pot dividir en dues èpoques clarament diferenciades: abans i després dels colorants sintètics. Fins a mitjans del segle xix els colorants eren matèries procedents de fonts naturals: minerals, animals i, sobretot, vegetals, que a partir d'aquesta època se substitueixen pels colorants sintètics, de més bones característiques i molt més fàcils de manipular i d'aconseguir per part dels tintorers, així com més barats.

### Edat Antiga
Els diferents pobles feien servir les matèries colorants que tenien més a mà. Ara bé, amb el comerç i les conquestes va haver-hi colorants que foren coneguts arreu i emprats i que, per tant, varen adquirir molta importància. Un dels pobles que es va dedicar d'una manera remarcable a la tintoreria i que exportava les seues manufactures va ser el fenici, el qual va tenir durant molt de temps el monopoli sobre un dels colorants més famosos, i segurament el més car, de l'antiguitat: la porpra o porpra de Tir. Aquest colorant, de color vermell, procedeix d'uns mol·luscs (Murex trunculatus i Murex brandesis), i sembla que ja era conegut a Creta el 3600 aC, però van ser els fenicis, cap al 1600 aC, els qui n'hi varen saber treure profit. Les teles tenyides amb porpra es varen reservar per a vestits de reis i gent benestant.
El procediment d'obtenció i de tintura consistia a triturar els susdits mol·luscs i barrejar-los amb sal durant tres dies. Seguidament es bullien i el líquid era el bany de tintura. Era un colorant caríssim. Cal tindre en compte que el químic que el va analitzar, l'any 1909, va necessitar 12.000 mol·luscs per obtenir un sol gram de colorant.
Un altre colorant molt estès a l'antiguitat era el quermes, de color carmesí, que s'extreu d'un insecte i que ja era conegut en els temps antics. Els grecs també van ser bons tintorers i els romans, essent un poble conqueridor, van aprofitar els coneixements en aquest art que tenien els grecs, els etruscs i altres pobles. El rei Numa Pompili va crear el primer Collegium Tinctorum, que es va subdividir posteriorment en diferents grups en funció del tipus de tintura. Els tintorers de porpra eren els més ben considerats. A mesura que els romans s'anaven enriquint va augmentar la demanda de teles de luxe tintades (els pobres les duien de color natural), i es van anar obrint tallers de tintoreria a tot l'Imperi Romà. Al territori dels actuals Països Catalans eren famoses les robes de les Balears i de la ciutat de Tarragona.

### L'edat mitjana

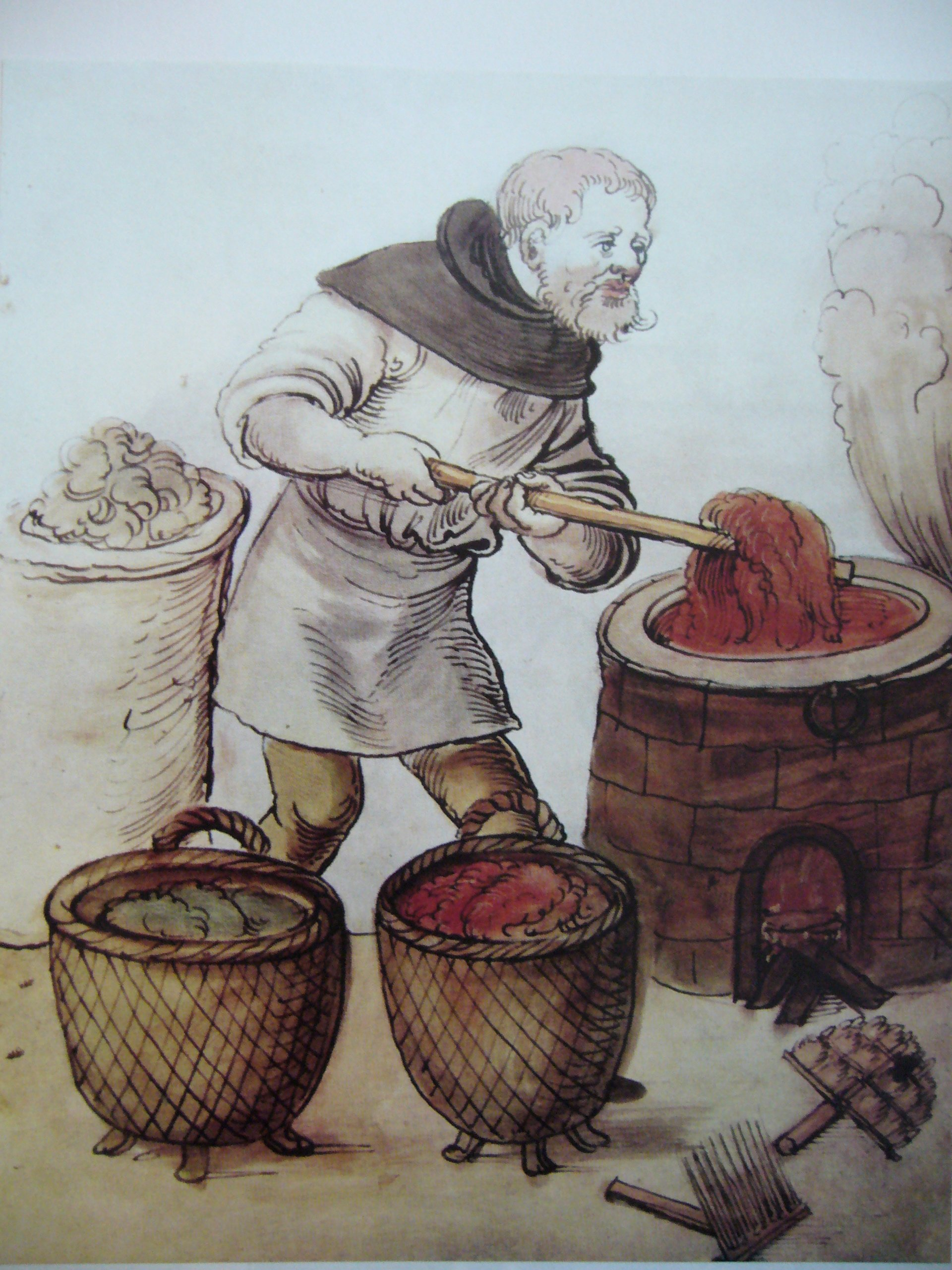
Un tintorer a l'edat mitjana

A partir de la caiguda de l'imperi Romà la tintoreria, com totes les arts, va experimentar una reculada. Les teles tintades de luxe ja no es fabricaven, sinó que s'importaven, fonamentalment de Constantinoble i de l'Orient Mitjà. A mesura que avança l'edat mitjana la tintoreria, com la resta d'arts i tecnologies, torna a funcionar d'una manera habitual, i partint dels coneixements antics (conservats als monestirs o traduïts pels àrabs) evoluciona. Els colorants coneguts en aquesta època eren, entre d'altres:

#### Vermells
La porpra i el quermes que són d'origen animal.
D'origen vegetal hi havia:
- La rúbia, que és la base del vermell turc, que ja es coneixia a l'època romana i que prové de l'arrel de la Rubia cordifolia.

- L'orchilla, introduïda el segle xiv i que és un liquen.

- La fusta de Malàisia.

- La fusta de sàndal, que venia d'Orient.

- La fusta de brasil, que és un arbre que creix a l'Extrem Orient, portada per Marco Polo de Java (quan els conqueridors portuguesos varen arribar a la costa est d'Amèrica del Sud hi van trobar grans boscos d'arbres de brasil i, per això, li van donar a aquella terra el nom de Terra del Brasil.

- El càrtam, que són les flors del Carthamus tinctoria, provinent de l'Índia i de Bengala.

#### Grocsimarrons
- Les flors del safrà.

- Les arrels de la cúrcuma, que provenia de la Xina.

- Les arrels de la berberina,la gualda, que prové de la Reseda luteola i que es conreava a l'Índia.

- La ginesta tintorera, que es trobava a tot Europa.

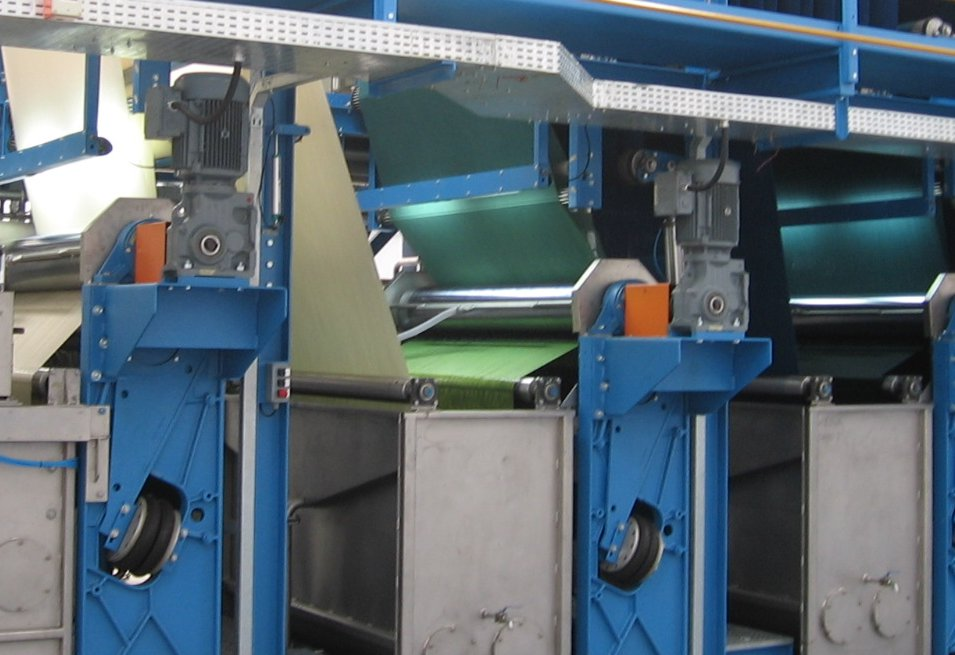
Tintura amb colorant indi.

#### Blaus
A Europa es feia servir el blau pastel. Al segle xvi es va començar a importar l'indi, que venia de l'Índia i que era molt més bon colorant. La importació d'indi va provocar moltes protestes i, fins i tot, prohibicions per la pressió dels fabricants de blau pastel.

#### Negre
Es feien servir el sumac, que s'extreu de la tija del Rhus coriaria -una planta que es conreava a Sicília-, i les agalles, que són unes excrescències produïdes per la picada d'un insecte (Cynips gallae-tinctoriae) a uns arbres que creixen a les Índies Orientals i a Pèrsia.

### Amèrica
Amb l'exploració europea d'Amèrica van aparèixer unes quantes matèries colorants noves com, per exemple, la cotxinilla, que és un colorant vermell que prové d'uns insectes (cotxinilles o paperoles) que es crien a les figueres de moro. El colorant s'extreu matant els insectes, assecant-los i polvoritzant-los. Els grocs i taronges es van ampliar amb les orellanes (que són uns fruits de color ataronjat), amb la fusta de Cuba o fustic (Chorophora tinctoria), i la quercetina, que s'extreu de l'escorça d'un tipus de roure. També cal fer una referència a la fusta de Campetx, que tenyeix en tota una gamma de colors que va del vermell fosc al negre.
De tots aquests colorants, la majoria són de tipus mordentable, sobretot en llana. Això vol dir que ells mateixos no són capaços de fixar-se adequadament sobre la fibra, per la qual cosa se n'ha de fer un tractament previ.
Aquest tractament consisteix en un bany amb sals metàl·liques (de ferro, alumini, coure, estany…) que fa que el metall es fixi a la fibra. Posteriorment, el colorant es fixa en el metall formant una laca, i queda així fixat indirectament sobre la fibra. Segons el mordent que es faci servir el to de la tintura pot variar.

### Aparició dels colorants sintètics
A partir de finals del segle xvii la tintoreria va començar a estudiar-se científicament. Es van descobrir nous colorants i, sobretot, es van començar a aïllar i analitzar els principis colorants continguts en les matèries que es feien servir per tintar. A poc a poc es va passar a l'intent de sintetitzar aquestes matèries, fins que l'any 1853, William Henry Perkin, que estudiava la manera de sintetitzar la quinina, va obtindre el primer colorant sintètic digne d'aquest nom: la malveïna, de color malva. L'any següent ja en va muntar una fàbrica.
A partir d'aquest moment, la possibilitat d'obtindre els colorants de manera sintètica va fer evolucionar el sector d'una manera extraordinària, i en va millorar molt les prestacions dels colorants i la facilitat d'aplicació. Actualment tots els colorants que es fan servir a la indústria tèxtil són sintètics. Com a indicació cal tindre en compte que les indústries químiques més poderoses actualment (Bayer, BASF, Ciba, Sandoz, Hoechst, etc.) van començar fabricant colorants.

### Temps actuals
La recerca d'una millora de les diverses característiques i una adequació a les necessitats dels tintorers, unit a una tecnologia de tintura relativament limitada, va portar a l'existència de famílies de colorants enormes.
Amb el pas del temps, el canvi en les exigències del mercat, juntament amb l'aparició de fibres sintètiques o artificials que fan la competència a la llana o l'han substituïda en segons quines utilitzacions, i la millora en les tecnologies d'aplicació, així com les diverses crisis econòmiques del segle xx, han fet racionalitzar l'oferta de colorants per a llana fins a arribar a la situació actual.
Actualment, i de cara al futur, l'evolució es pot concretar en els punts següents:
- La maquinària permet el control i la programació automàtica dels processos. Per tant, es pot controlar molt bé el comportament de les tintures.

- Assortiment de colorants reduït amb productes de molt bones característiques.

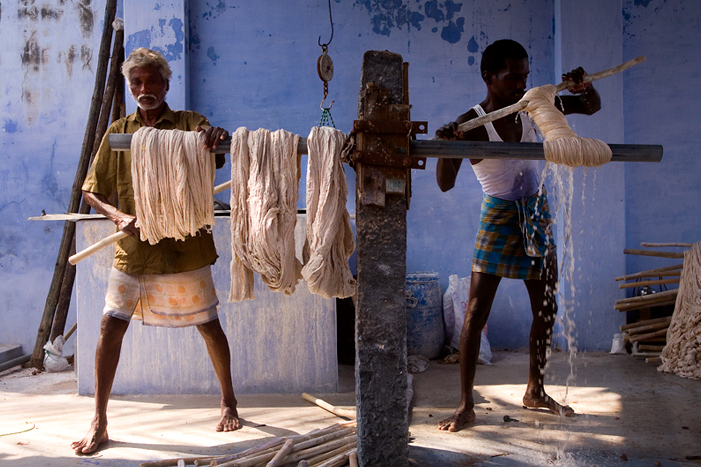
Tenyint cotó a l'Índia.

- Processos curts.

## Tipus de colorants per a llana
Per acolorir una determinada matèria tèxtil es poden fer servir diverses famílies de colorants de diferents característiques.
Això és així perquè, quan es tenyeix una matèria tèxtil, els paràmetres que defineixen la tintura són, d'una banda, el color que volem que tingui la matèria i, de l'altra, l'ús al qual va destinada. Això defineix les necessitats tècniques de la tintura i, per tant, les característiques dels colorants que es fan servir.
Partint de la idea que no existeix el colorant perfecte, hi ha uns colorants que cobreixen unes necessitats i que, per tant, són adequats per a uns usos, i d'altres que en cobreixen de diferents. És per això que hi ha diversos tipus de colorants.
Es pot dir que en fer una tintura aspirem, d'una banda, que tot el conjunt de matèria que processem quedi del mateix color i, de l'altra, que aquesta coloració duri sobre la matèria, sense canvis substancials, un temps que es pugui considerar raonable, en funció de l'ús que se li dona a l'article. En altres paraules, hem de fer la tintura amb un grau determinat d'igualació i amb un conjunt de solideses, i també, ara i abans, a un determinat preu.
Les característiques esmentades són funció intrínseca de l'estructura química del colorant i, habitualment, una estructura molt bona per a un paràmetre és dolenta per a un altre.
L'acompliment de les diferents especificacions ha fet que al llarg del temps hagin anat apareixent diferents famílies de colorants per a les diferents fibres.
En el cas concret de la llana, els colorants que es poden fer servir són:
- Directes: tenyeixen la llana amb característiques de solidesa prou dolentes. S'havien fet servir a Catalunya fins als anys seixanta del segle xx per tenyir la mitja llana. Actualment no es fan servir per a la llana ni les seues barreges.

- Bàsics: són colorants molt brillants però molt poc sòlids. S'havien fet servir per obtindre tons brillants. Avui dia es fan servir per a la seda i, fonamentalment, per a les fibres acríliques.

- Àcids: és el grup fonamental per tenyir la llana. Cobreixen tot l'espectre, des de molt brillants, i bons igualadors, fins a molt sòlids als tractaments humits, però de to brut. Es fixen sobre la llana per mitjà d'un enllaç salí.

- Cromatables: es tenyeixen com a colorants àcids i se'ls sotmet a un tractament amb sals de crom que els fixa a la llana i els fa agafar les característiques i el color definitius. Són els que donen més bones característiques de solidesa als tractaments humits. Actualment s'estan deixant d'emprar per raons ecològiques, encara que si les prestacions que calen ho demanen, es poden utilitzar sense problemes, sempre que es faci servir el procés adequat.

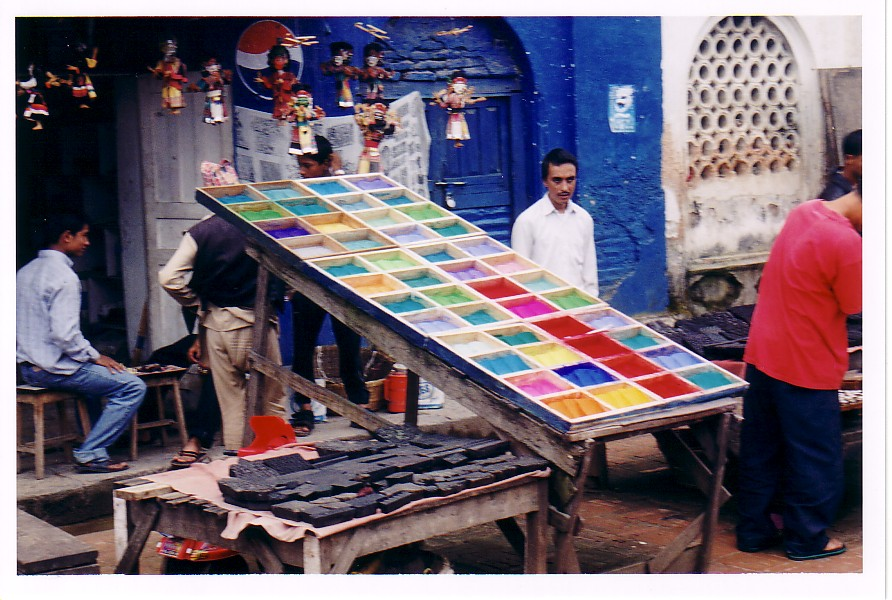
Venedor de colorants per tenyir a un mercat de l'Índia.

- Premetal·lizats: amb la idea d'obtindre unes prestacions com les dels colorants al crom, però amb un procés més curt i més fàcil, es van crear colorants amb el metall prèviament posat a la molècula. L'any 1919 varen aparèixer els tipus 1:1 i el 1951 els tipus 1:2. Són de molt bones prestacions. No són gaire brillants i la seua influència en el medi ambient és poc agressiva.

- Reactius: els primers van aparèixer el 1952. Es fixen a la llana per enllaç covalent. Per tant, són els més sòlids. Ara bé, degut a les seues característiques d'aplicació es fan servir pràcticament només per a llana que no s'encongeix.

## Processos i maquinària
Com en tots els sistemes productius en la tintura també hi ha un abans i un després de l'aparició de les màquines. Abans era un procés absolutament artesanal en el qual s'introduïa la matèria en un recipient, més o menys gros, i es feia moure perquè el colorant es repartís uniformement mitjançant uns bastons o estris similars i en acabat es treia per eixugar-la.
L'aparició de maquinària va fer que els sistemes de treball variessin substancialment. Per comentar els sistemes de treball és millor fer-ho en funció del tipus de presentació de la matèria. La llana es tenyeix en tots els seus estadis de fabricació: en floca, en pentinat, en fil i en teixit.
La raó és ben senzilla: en sotmetre una peça a un procés de tintura, evidentment tot el teixit quedarà tenyit del mateix color, i si tenim fils de diferents colors en el teixit pot ésser que el color marxi durant la tintura o que variï. Per tant, la tintura del teixit acabat ens serveix, en principi, per a obtindre colors llisos. Per obtindre dibuixos en el teixit -quadres, ratlles, figures...- s'ha de teixir amb els fils ja tenyits, o bé fent la tintura en estadis anteriors de presentació de la matèria, en floca o en metxa de pentinat. Es fa d'una manera o d'una altra en funció de la mida de la partida: per a partides petites es tinta el fil. Si les partides són més llargues, el cost d'operació justifica tenyir en floca o cinta i després filar en color.

### Tintura en floca. Evolució

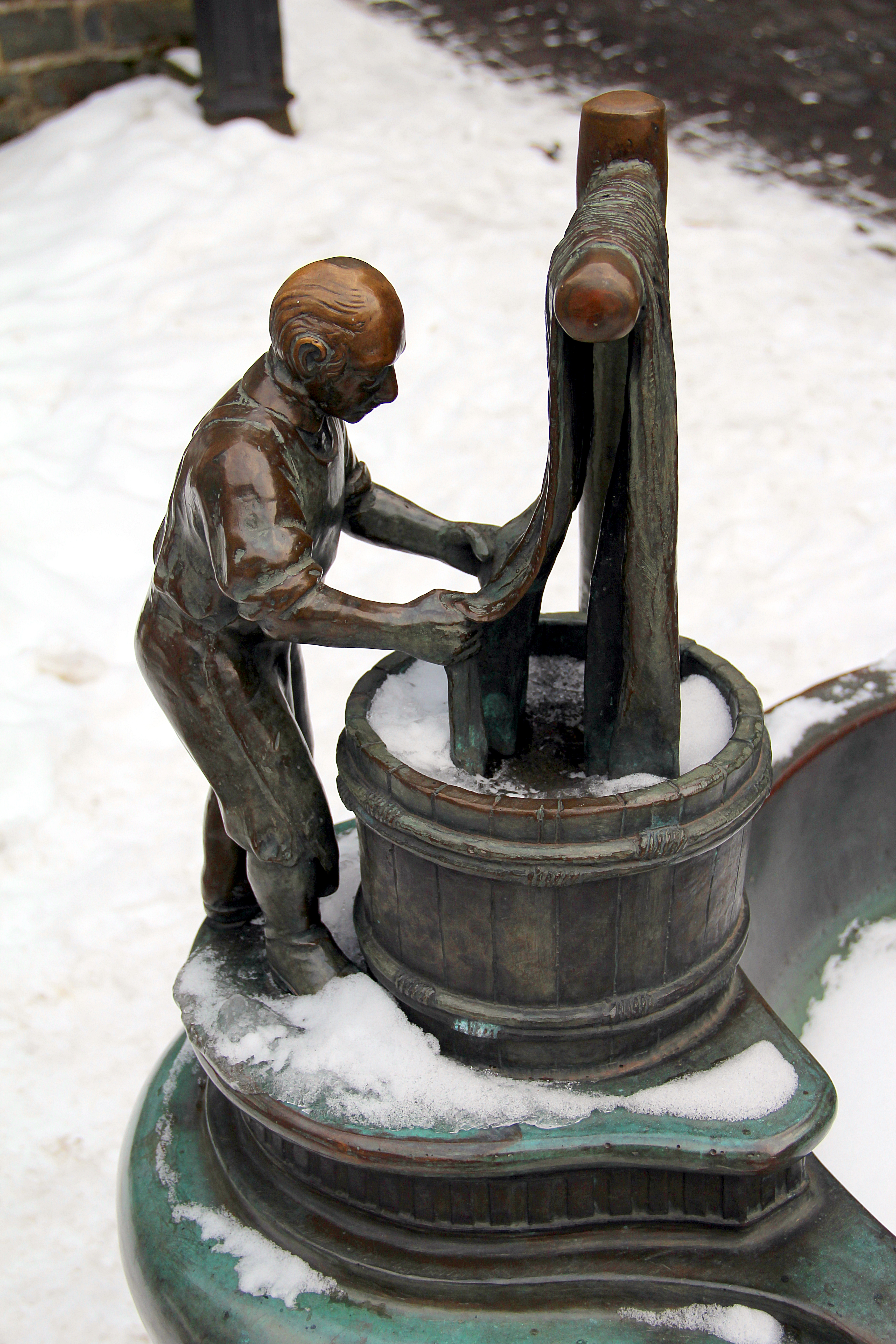
El tintorer de la font Weberbrunnen a Monschau (Alemanya)

Fins a l'aparició de les màquines de tintura d'empaquetatges, a principis del segle xx, i fins prou després, el procés de la tintura de la floca es feia en enormes perols o en barques, que eren de fusta, de rajola o de coure. El recipient estava muntat de tal manera que tenia una fogaina a sota on es podia fer foc per escalfar el bany de tintura. Posteriorment aquesta fogaina se substituí per l'escalfament per vapor.
El sistema de treball era molt simple: s'omplia el perol d'aigua. S'hi afegien els productes químics i el colorant per preparar el bany de tintura. S'escalfava i s'hi introduïa la matèria, que s'anava movent per mitjà de bastons per tal d'aconseguir un adequat repartiment del colorant. Quan havia passat el temps necessari, es treia la mostra. Si estava bé, s'agafava la floca del perol, s'escorria i seguidament s'estenia per assecar-la.
El bany de tintura no es buidava, sinó que habitualment s'aprofitava per a tintures posteriors fins que era massa fosc, moment en el qual es buidava el perol. En les barques el sistema era el mateix, però els banys es buidaven cada vegada. La manipulació de la matèria era totalment manual i, per tant, molt feixuga.
Per transportar la matèria seca es feien servir les bales directament, o bé coves. La floca, una vegada tintada i molla, es transportava en carretons. A principis del segle xx, varen aparèixer les màquines de tintura d'empaquetatges, que consisteixen en un recipient en què s'introdueix la matèria formant un paquet a través del qual es fa passar el bany de tintura impulsat per una bomba. En aquest tipus de màquina la floca es carrega en un portamatèries en forma de cistella. Les màquines poden ser obertes o tancades.
Aquesta és la forma actual de les màquines de tintar floca. La manipulació de la matèria esdevé molt més lleugera, ja que el transport i la càrrega es fa per sistemes pneumàtics i amb ternals. La matèria es carrega al portamatèries. Aquest s'introdueix a la màquina de tenyir. Es fa la tintura. Seguidament s'extreu l'aigua que sobra, per aspiració o bé per centrifugació. S'asseca en assecadors adequats. Actualment les màquines de tintura de floca responen al mateix principi de funcionament, però estan molt automatitzades, fet que permet tindre un control molt acurat del procés.

### Tintura de fil

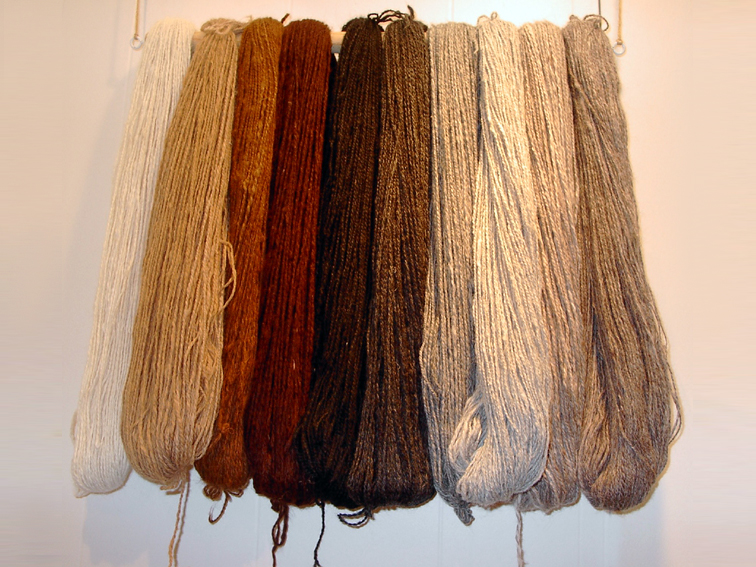
Madeixes de fil tenyides

#### Tintura en madeixa
El mètode artesanal es fa en barques. Les madeixes es dipositen ordenadament en uns bastons i seguidament s'introdueixen en el bany de tintura. Durant el procés es van movent manualment, per fer que tota la madeixa entri en contacte amb el bany de tintura. Una vegada acabat, es deixen escórrer i es retiren dels bastons, formant paquets. Després se'ls treu l'aigua i s'assequen estenent-les penjades en uns altres bastons. Una vegada sec, el fil s'empaqueta per servir al client.
Cap a finals del segle xix, alguns inventors van provar d'instal·lar en les barques bastons o devanadores que movien sols les madeixes. Avui dia encara hi ha un model de màquina, per a treballs especials, que funciona així.
De tota manera, les barques varen ser substituïdes per aparells de compartiments que consisteixen en un recipient on es carreguen les madeixes ordenades en bastons, formant un paquet a través del qual es fa circular el bany de tintura mogut per una bomba. Posteriorment, van aparèixer les màquines tipus armari, que responen al mateix principi de funcionament però amb una construcció diferent. Els processos posteriors, hidroextracció i assecatge, evidentment estan mecanitzats.
La manipulació de la matèria, càrregues, descàrregues, etc., era, fins a principis dels anys vuitanta del segle xx, pràcticament manual i, per tant, la quantitat de mà d'obra necessària en una instal·lació dedicada a la tintura de madeixes era molt elevada. Això juntament amb el fet que les càrregues efectives de les màquines, per les característiques del sistema, són baixes, fa que sigui un sistema de tintura molt car, que actualment està especialitzat en el tractament de fils amb molt volum i delicats.
A partir de principis dels anys 1980 van començar a aparèixer sistemes robòtics prou fiables i assequibles, de tal manera que avui dia l'única operació de tot el procés que cal fer a mà, per raons òbvies de qualitat, és la distribució de les madeixes en els bastons. Tota la resta de manipulacions del procés fins a arribar a tindre el fil cenyit i sec dintre d'una bossa de plàstic pot estar robotitzat.

#### Tintura en bobina

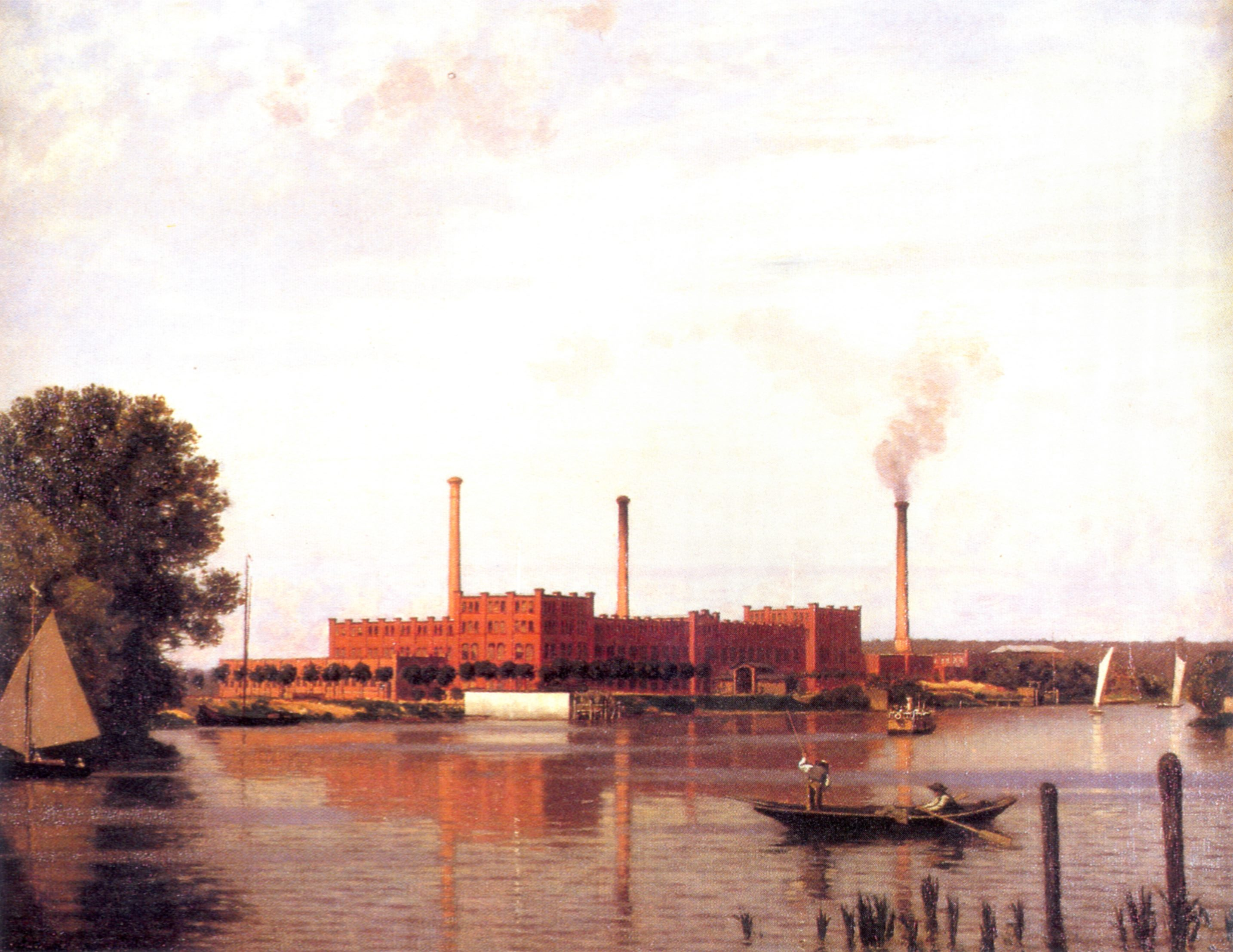
Tintoreria a les ribes del riu Spree, prop de Köpenick (autor desconegut, circa 1881).

La tintura del fil es fa majoritàriament en bobina. Les bobines poden tindre diferents formes: còniques, cilíndriques, ampolla, cops, etc., en funció del fil que es tracta. La tintura es fa en autoclaus, amb els principis de funcionament ja esmentats. De fet, aquesta tecnologia és relativament nova, ja que els aparells de tintura per a empaquetatges, tot i que van aparèixer a principis del segle xx, per diverses raons no van ser plenament fiables fins als anys quaranta del segle xx.
Les bobines es carreguen en el portamatèries, que consisteix en un plat d'on surten una sèrie d'espases foradades en les quals s'insereixen les bobines i que permeten que el bany de tintura circuli a través d'elles.
Una volta acabada la tintura, s'escorre la matèria, sigui per succió, sigui per centrifugació, i s'asseca en assecadors adequats, d'aire forçat o de radiofreqüència.
La manipulació de la matèria, transport, càrrega-descàrrega dels portamatèries, etc., era també manual fins als anys setanta del segle xx, quan comencen a aparèixer diversos mecanismes que robotitzen les diferents operacions.

### Tintura de pentinat
Per a tenyir el pentinat es fan servir el mateix tipus d'autoclaus que per a la tintura de fil. La cinta de pentinat es plega en forma de bobina i es carrega en portamatèries molt similars als del fil, però adequats a la mida de les bobines obtingudes. També hi ha sistemes a la contínua en els quals la cinta passa a través d'una sèrie de cubetes i fulards que fan penetrar el colorant.

### Tintura de teixit
Els teixits es tenyien també en els perols o barques i es manipulaven amb pals. Ben aviat es va introduir un sistema consistent en una devanadora moguda per un operari amb una maneta per bellugar el teixit dins del bany. Això és un torniquet. Amb l'aparició del vapor, aquest es va fer servir per escalfar els banys i per moure els torniquets. Les barques de torniquet eren de pedra, rajola o fusta. En les barques de torniquet la matèria es mou i el bany es manté estàtic. Aquesta tecnologia és encara plenament vigent i va ser l'única fins ben entrat el segle xx.
A mitjans del segle xx van aparèixer autoclaus per a tintura de teixits. El portamatèries consisteix en un plegador metàl·lic foradat en el qual es plega el teixit. L'any 1967 va aparèixer una màquina amb una nova tecnologia: el «Jet», que fa moure la matèria mitjançant el ràpid moviment del bany a través d'una tovera. Les màquines que es fan servir per tenyir la llana, ateses les característiques delicades de la matèria, no són exactament "Jets", sinó que apliquen la tecnologia Overflow en la qual el teixit es belluga mercès a una devanadora i s'acompanya amb el moviment, no forçat, del bany.

## Operacions pròpies del procés de tintura
1) Operacions prèvies al tenyiment
- Alumenatge. Impregnar d'alum els teixits, madeixes, etc., abans de tenyir-los, a fi que els colors s'hi fixin millor.[1]
- Animalitzar. Fixar, a les fibres vegetals o sintètiques, albúmina o altra substància, generalment d'origen animal, per tal de poder-les tenyir de manera semblant a les fibres animals.[2]
- Escaldar. Fer bullir en aigua els filats o les peces de roba destinades al tint o a l'estampació.[3]
- Lligar. Incorporar un líquid a una pasta espessa d'estampació o tint per tal d'aclarir-la.[4]
- Reservar. Impedir, per mitjans mecànics, com ara nusos, plecs, etc., o químics, la tintura de certes parts d'un filat, d'un ordit o d'un teixit.[5]
- Saba. Preparació que hom dona a la roba perquè fixi i formi els colors en tenyir-la.[6]

2) Les operacions posteriors al tenyiment 
- Avivatge. Tractament químic al qual són sotmesos els teixits o els filats, després de tenyits, per tal d'avivar-ne el color.[7]
- Cromatar. Sotmetre les peces de teixit a un bany cròmic, generalment de bicromat sòdic o potàssic, a fi de donar-li mordent o bé augmentar-ne la solidesa del color un cop tenyides.[8]
- Estricament. Acció d'aclarir i desembullar les troques de fil després de tenyir-les o adobar-les. Antigament hom les penjava d'una clavilla per un extrem i els donava fortes estrebades mitjançant un bastó introduït per l'altre extrem. Actualment aquesta operació ja no es fa a mà, sinó per mitjà d'una màquina estricadora.[9]
- Fixació. Operació de fixar el colorant en el procés de tintura d'un teixit. En la fixació hom fa reaccionar el colorant amb la fibra, ja sigui per mitjans químics o físics (pressió, temperatura), per tal de crear un lligam que faci estable el color.[10]
- Repassar. Tornar a obrir la llana i pentinar-la, després del tint.[11]

3) Altres operacions
- A l'ample. Locució emprada en les operacions de descruat, blanqueig, tints, aprests i acabats, per a indicar que la tela és tractada completament desplegada i plana.[12]
- Desembarrar. Treure les madeixes de les barres on havien estat suspeses, per tal d'introduir-les en el bany de tintura o bé per assecar-les.[13]
- Desembastonar. Treure (les troques, etc.) dels bastons on estaven suspeses, per tal d'introduir-les en algun bany de blanqueig, tint, etc., o també per a llur assecament.[14]
- Lleixivació. Acció de bullir les peces de roba en una dissolució aquosa de lleixiu.[15]
- Palejar. Remenar (un líquid) amb el palejador.[16]

## Evolució de l'art de la tintoreria

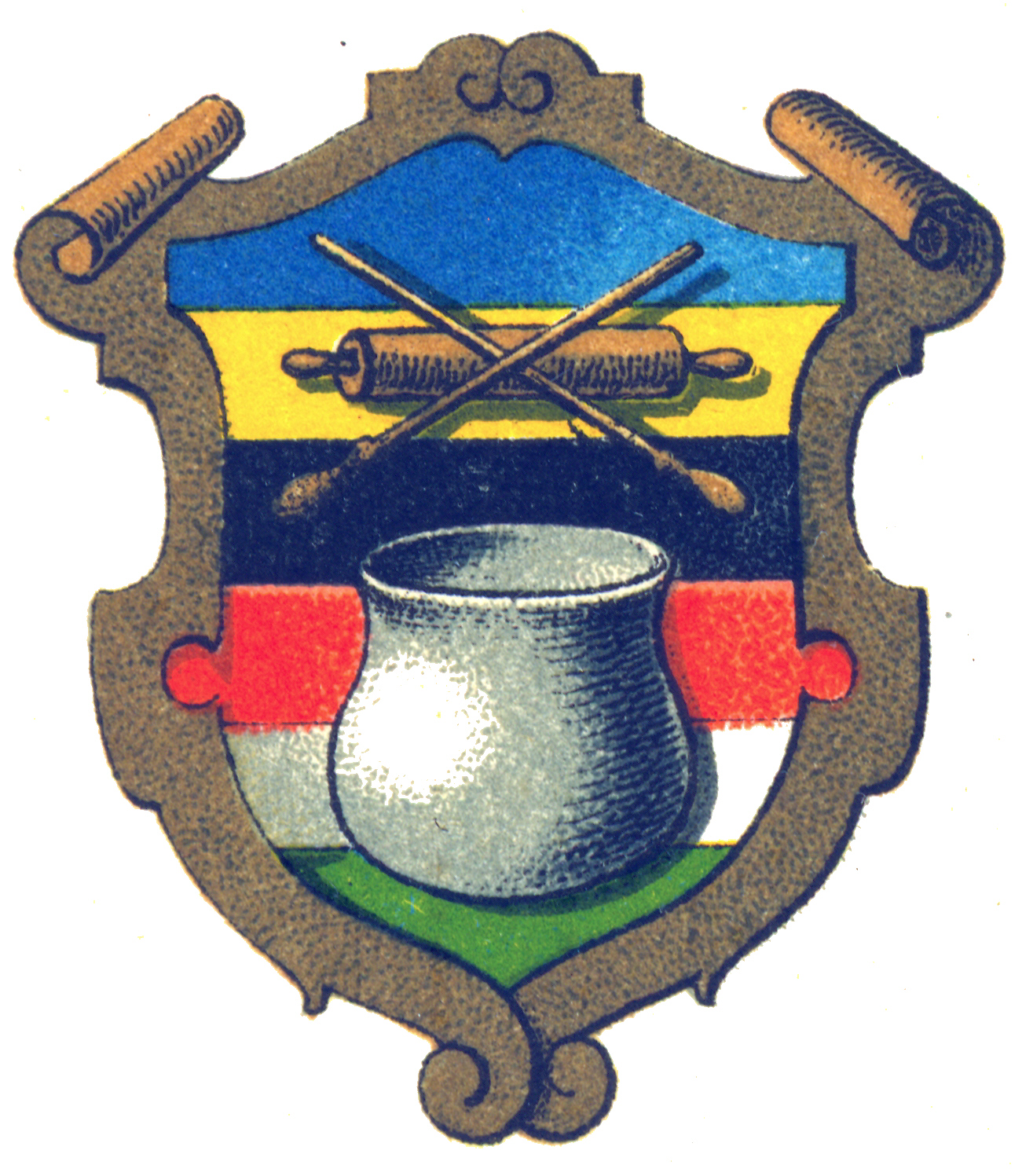
Escut d'un gremi de tintorers.

A banda dels colorants i de les màquines, cal no oblidar que el resultat de la tintura depèn de la bondat de la recepta i de la barreja de colorants que es posen en el bany. Als temps dels colorants naturals, en què no hi havia màquines, aquest aspecte era precisament el que depenia de l'art i de l'experiència del mestre tintorer. De fet, els diversos gremis de tintorers, i fins i tot alguns estats, fixaven aquest aspecte, el de quins colorants i processos s'havien de fer servir per a cada article, totalment reglamentat per evitar abusos i enganys. L'aparició dels colorants sintètics i l'evolució del coneixement dels processos va començar a transformar l'art de la tintoreria en una tecnologia.

### Situació actual
D'una banda, els colorants són perfectament coneguts i la seua fabricació dona una total regularitat de característiques al llarg del temps. D'altra banda, la maquinària té sistemes de control informatitzats que permeten la repetició d'un procés de manera idèntica les vegades que es vulgui, i controlen cada vegada més paràmetres dels que poden tindre influència en el resultat de la tintura. Finalment, el mestre tintorer té a la seua disposició sistemes de colorimetria instrumental i laboratoris altament tecnificats per poder preveure el resultat d'una tintura pràcticament sense error. Avui dia la tintoreria ja no és, evidentment, un art sinó que és una tecnologia perfectament previsible i controlable.

## Possible evolució de l'art de la tintoreria
Sobre el treball i el funcionament de les instal·lacions industrials, els moviments i les manipulacions de matèria seran cada vegada més automatitzats i robotitzats, així com el control i l'execució dels processos a l'interior de les màquines, que és un procés que ja s'està fent actualment. Això significa que els operaris que treballin en aquestes instal·lacions deixaran de ser manipuladors per passar a controladors. És a dir, no hauran de fer feines manuals. Per tant, hauran de tindre una formació adequada per a aquesta nova funció.
Quant a l'evolució previsible dels processos i de la tecnologia de tintura cal tindre en compte que la idea que guia cada vegada més l'evolució tecnològica és aconseguir instal·lacions fabrils que tinguin una influència mínima en el seu entorn. Això es pot aconseguir pel que fa directament a la tintura desenvolupant tecnologies que consumeixin menys aigua per quilo de matèria tractada. A més a més, procurant reutilitzar la màxima quantitat d'aigua que hem fet servir i finalment depurant la que s'hagi de llençar.
Anant més lluny, es pot dir que l'ideal seria que els diferents components del procés funcionessin en circuit tancat. Actualment hi ha prototipus de màquines i tecnologies orientades cap a aquesta fita.